# Bastionsgarten (Eichstätt)

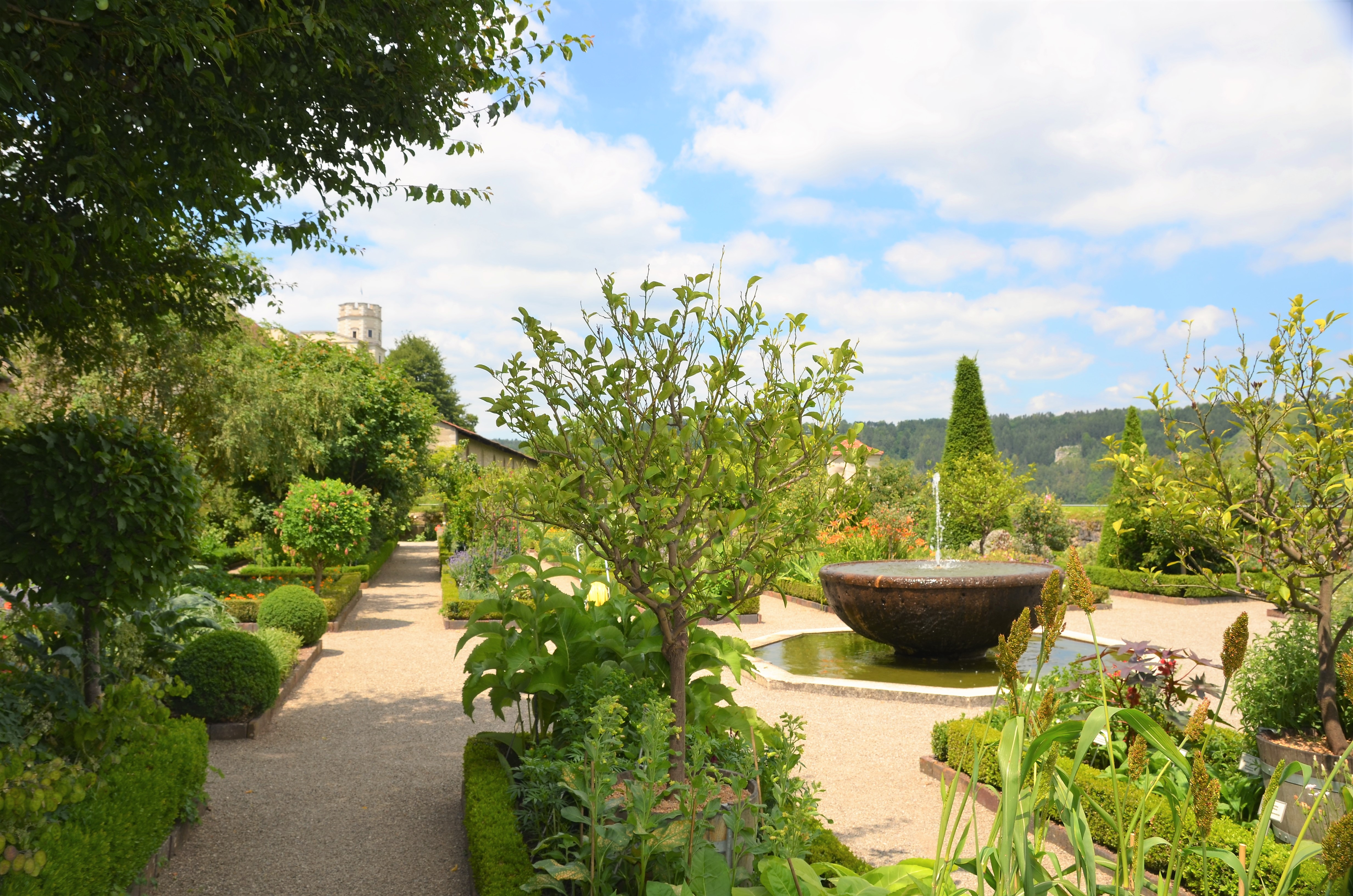
Bastionsgarten

Der Bastionsgarten in Eichstätt ist ein botanischer Garten auf der Schmiedebastion der Willibaldsburg und dient als Informationsgarten über den ehemaligen Hortus Eystettensis des Fürstbischofs Johann Konrad von Gemmingen (1561–1612) und der Pflanzenwelt, wie sie im erstmals 1613 erschienenen, gleichfalls Hortus Eystettensis benannten Pflanzenbuch auf Kupferstichen abgebildet wurde.

## Entstehung
1613 wurden 1048 Pflanzen des Gartens auf 367 großformatigen Kupferstichen in dem botanischen Prachtwerk Hortus Eystettensis  von Basilius Besler (1561–1629) beschrieben. Die wissenschaftliche Bearbeitung des französischen Botanikers Gérard G. Aymonin im Faksimile-Druck von 1988 des Hortus Eystettensis bildete für die Bayerische Schlösserverwaltung Ansbach unter Federführung von Bernd Ringholz die Grundlage bei der Neugestaltung des Bastionsgartens. Die Planung und Anlage des Gartens, die Beschaffung historischer Sorten sowie die Bepflanzung nahmen fast fünf Jahre bis zur Eröffnung im Jahre 1998 in Anspruch.

## Lage und Aufbau
Der Bastionsgarten ist keine originalgetreue Rekonstruktion des Hortus Eystettensis. Die exakte Lage des durch Fürstbischof Johann Konrad von Gemmingen geschaffenen historischen Vorbilds ist nach Zerstörungen im Dreißigjährigen Krieg und dem endgültigen Verfall des Gartens im 18. Jahrhundert nicht überliefert. Da das Gelände rund um die Willibaldsburg im Laufe der Zeit starken Veränderungen unterworfen war, entschied sich die Bayerische Schlösserverwaltung in den 1990er Jahren schließlich für den Standort der Schmiedebastion auf der Nordseite des Willibaldsbergs mit einer Fläche von etwa 1500 Quadratmetern.
Der Grundriss des Gartens in Form eines aufgeklappten Buches ist eine Hommage an das Pflanzenbuch von Basilius Besler. Auch die Bepflanzung der Beete orientiert sich an der jahreszeitlichen Chronologie des Buchs. So beginnt das nordwestlich gelegene Außenbeet mit Frühlingspflanzen und führt weiter über Sommer und Herbst bis zum Winter. Etwa die Hälfte der 1048 im Prachtbuch abgebildeten Pflanzen sind im Bastionsgarten zu finden.
Berühmtheit hatte der fürstbischöfliche Garten durch die Vielfalt damals exotischer Pflanzen erlangt, wie z. B. der Kartoffel, der Sonnenblume oder der als Liebes- oder Paradiesapfel bezeichneten Tomate, nachdem portugiesische und spanische Seeleute diese Gewächse nach Europa eingeführt hatten. Und so sind diese neben vielen Tulpensorten oder einer Feige auch heutzutage im Bastionsgarten zu finden.